# Davi (ur. 1963)
Davi, właśc. David Cortes da Silva (ur. 19 listopada 1963 w Rio de Janeiro) – brazylijski piłkarz, występujący na pozycji środkowego obrońcy.

## Kariera klubowa
Zawodową karierę piłkarską Davi rozpoczął w klubie Santosie FC w 1983 roku. W Santosie 26 lutego 1984 w wygranym 1-0 meczu z Fluminense FC Davi zadebiutował w lidze brazylijskiej. Z Santosem zdobył mistrzostwo stanu São Paulo – Campeonato Paulista w 1984 roku. W 1987 roku występował w EC Santo André, po czym powrócił do Santosu. Na początku lat dziewięćdziesiątych występował w Japonii w klubie Yomiuri, z którym zdobył mistrzostwo Japonii w 1992 roku.
Po powrocie do Brazylii występował w />Américe São José do Rio Preto i Guarani FC. W barwach Guarani Davi wystąpił ostatni raz w lidze brazylijskiej 3 grudnia 1995 w przegranym 0-2 meczu z Santos FC. Ogółem w latach 1984–1995 w I lidze wystąpił w 70 meczach, w których strzelił 3 bramki. Karierę zakończył we Fluminense FC w 1998 roku.

## Kariera reprezentacyjna
Davi występował w olimpijskiej reprezentacji Brazylii. W 1984 roku uczestniczył w Igrzyskach Olimpijskich w Los Angeles na których Brazylia zdobyła srebrny medal. Na turnieju Luís Henrique wystąpił w dwóch meczach reprezentacji Brazylii z RFN i Marokiem.